# Liên đoàn bóng đá Đông Timor
Liên đoàn bóng đá Đông Timor (tiếng Bồ Đào Nha: Federação de Futebol de Timor-Leste - FFTL) là tổ chức quản lý, điều hành các hoạt động bóng đá ở Đông Timor. FFTL quản lý đội tuyển bóng đá quốc gia Đông Timor, tổ chức các giải bóng đá như giải vô địch bóng đá Đông Timor, cúp bóng đá Đông Timor,.... FFTL là thành viên của cả Liên đoàn bóng đá thế giới (FIFA), Liên đoàn bóng đá châu Á (AFC) và Liên đoàn bóng đá Đông Nam Á.
Chủ tịch của Liên đoàn bóng đá Đông Timor hiện nay là ông Francisco Kalbuadi Lay.